# Valetudo (satélite)
Valetudo también conocida como Jupiter LXII, nombre provisional: S/2016 J 2, es un satélite natural exterior de Júpiter. Fue descubierto por Scott S. Sheppard y su equipo en datos que se remontan a 2016, pero no se anunció hasta el 17 de julio de 2018, a través de una Minor Planet Electronic Circular del Minor Planet Center, que también informó el descubrimiento de otras nueve lunas de Júpiter.

## Características físicas
Valetudo tiene un diámetro de aproximadamente 1 km y orbita Júpiter. Su inclinación orbital es 34 grados, y su excentricidad orbital es 0.222. Tiene una órbita prógrada, pero se cruza con varias otras lunas que tienen órbitas retrógradas y podría en el futuro colisionar con ellas.

## Nombre
Fue designado provisionalmente como S / 2016 J 2 hasta que recibió su nombre en 2018. El nombre Valetudo fue propuesto como parte de su anuncio, por la diosa romana de la salud y la higiene, Valetudo, una bisnieta del dios Júpiter y aprobado por el Grupo de Trabajo para la Nomenclatura del Sistema Planetario de la UAI el 3 de octubre de 2018.